# Decevania parva
Decevania parva är en stekelart som först beskrevs av Günther Enderlein 1901.  Decevania parva ingår i släktet Decevania och familjen hungersteklar. Inga underarter finns listade i Catalogue of Life.